# 東北横断自動車道
東北横断自動車道（とうほくおうだんじどうしゃどう）は、東北地方を横断する国土開発幹線自動車道（国幹道）の路線名である。東北縦貫自動車道と接続し、釜石市から秋田市に至る釜石秋田線、仙台市から酒田市に至る酒田線、いわき市から新潟市に至るいわき新潟線の3路線からなる。略称は東北横断道（とうほくおうだんどう）。
本項目では、国幹道としての東北横断自動車道および事業名としての東北横断自動車道について述べる。

## 概要
国土開発幹線自動車道建設法では、東北横断自動車道は以下のとおりとされている。
| 路線名       | 起点     | 主たる経過地                 | 終点   |
| ------------ | -------- | ---------------------------- | ------ |
| 釜石秋田線   | 釜石市   | 花巻市付近 北上市 横手市付近 | 秋田市 |
| 酒田線       | 仙台市   | 山形市付近 鶴岡市付近        | 酒田市 |
| いわき新潟線 | いわき市 | 会津若松市付近               | 新潟市 |

全区間が下記の通り高速自動車国道の路線とされている。
| 路線名       | 起点     | 重要な経過地                                                                            | 終点   |
| ------------ | -------- | --------------------------------------------------------------------------------------- | ------ |
| 釜石秋田線   | 釜石市   | 遠野市 奥州市 花巻市 北上市 岩手県和賀郡西和賀町 横手市 大仙市                          | 秋田市 |
| 酒田線       | 仙台市   | 宮城県柴田郡村田町 山形市 寒河江市 山形県西村山郡西川町 鶴岡市                          | 酒田市 |
| いわき新潟線 | いわき市 | 福島県田村郡小野町 田村市 郡山市 本宮市 会津若松市 同県河沼郡会津坂下町 阿賀野市 五泉市 | 新潟市 |

東北縦貫自動車道（東北自動車道）と結び、東北地方の東西軸の強化を目的としている。

### 釜石秋田線
釜石秋田線は、東北縦貫自動車道をはさんで、西側（北上市 - 秋田市）が秋田自動車道として1997年11月13日（北上と秋田の直結に限れば同年7月23日）までに開通し供用中である。高速自動車国道の路線としては未供用区間となるが、秋田市の秋田北IC - 昭和男鹿半島ICについては高速自動車国道に並行する一般国道自動車専用道路である国道7号秋田外環状道路も供用されており事実上の供用区間となっている。
東側（釜石市 - 花巻市）は、第四次全国総合開発計画（四全総）で北東北横断自動車道として構想された。高規格幹線道路の路線としての東北横断自動車道としては唯一未供用区間があるが、花巻市の花巻JCT - 東和ICが釜石自動車道として2002年に供用されている。また、高速自動車国道に並行する一般国道自動車専用道路としては、釜石市と遠野市を結ぶ国道283号仙人峠道路（釜石仙人峠IC - 遠野住田IC）が2007年3月18日に、遠野市内の国道283号遠野道路（遠野IC - 遠野住田IC）が2019年3月3日、釜石市内の国道283号釜石道路（釜石仙人峠IC - 釜石JCT）が同年3月9日にそれぞれ開通し、事実上の供用区間となっている。

### 酒田線
酒田線は、東北縦貫自動車道と重複する区間（仙台市 - 宮城県柴田郡村田町）が東北自動車道として1973年に、東北縦貫自動車道以西は山形自動車道として2001年（仙台と酒田の直結に限れば2000年）までに開通している。
高速自動車国道の路線としては未供用区間となるが、山形県西村山郡西川町の月山IC - 鶴岡市の湯殿山ICについては高速自動車国道に並行する一般国道自動車専用道路である国道112号月山道路が1981年7月17日に供用されており事実上の供用区間となっている。

### いわき新潟線
いわき新潟線は、東北縦貫自動車道をはさんで、東側（いわき市 - 郡山市）が1995年までに、西側（郡山市 - 新潟市）が1997年までに磐越自動車道として開通し、全線供用中である。

## 沿革
- 1966年7月1日 : 東北横断自動車道として、国幹道の予定路線とされる。 
  - 秋田線 : 北上市 - 横手市附近 - 秋田市
  - 酒田線 : 仙台市 - 山形市附近 - 鶴岡市附近 - 酒田市
  - 平新潟線 : 平市 - 会津若松市附近 - 新潟市
- 1987年6月30日 : 四全総が閣議決定。あらたに高規格幹線道路が構想される。 
  - 北東北横断自動車道 : 花巻 - 釜石
- 1987年9月1日 : 四全総を受け国土開発幹線自動車道建設法改正、予定路線が以下のとおりとされる。
  - 釜石秋田線 : 釜石市 - 花巻市付近 - 北上市 - 横手市付近 - 秋田市
  - 酒田線 : 仙台市 - 山形市付近 - 鶴岡市付近 - 酒田市
  - いわき新潟線 : いわき市 - 会津若松市付近 - 新潟市
- 1995年11月30日 : 道路審議会答申、並行する一般国道自動車専用道路による代替が示される。 
  - 釜石秋田線 : 仙人峠道路、秋田外環状道路
  - 酒田線 : 月山道路
- 2003年12月25日 : 第1回国土開発幹線自動車道建設会議、新直轄方式に切り替え。 
  - 遠野市 - 宮守村（現遠野市宮守町）
  - 宮守村（現遠野市宮守町）- 東和町（現花巻市東和町）